# Zbizuby

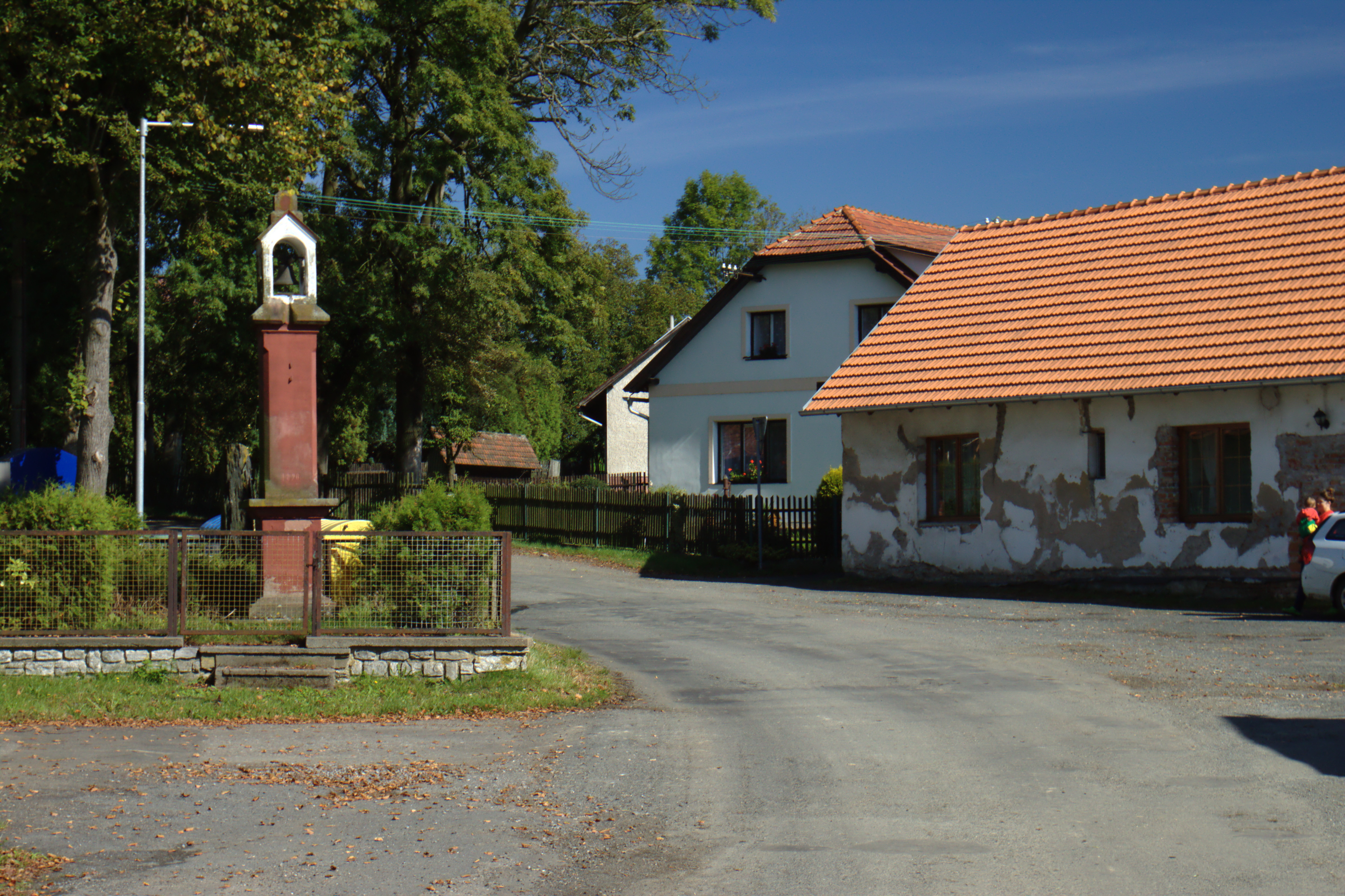
Cruce en Zbizuby

Zbizuby es un pueblo y municipio en el Distrito de Kutná Hora en la región Bohemia Central de la República Checa. Su población era de 468 habitantes en 2020.

## Geografía
Zbizuby se encuentra a 7 km al sursudoeste de Uhlířské Janovice, 22,5 km al sureste de Kutná Hora y 52 km al sureste de Praga.
El municipio está delimitado por Rataje nad Sázavou y Uhlířské Janovice al norte, por Petrovice II al este, por Kácov y Tichonice al sur, y por Soběšín y Podveky al oeste.

## Administración
La communa se compone de ocho barrios :
- Zbizuby
- Hroznice
- Koblasko
- Makolusky
- Nechyba
- Vestec
- Vlková
- Vranice